# La Trinité (La Réunion)
Pour les articles homonymes, voir La Trinité.
La Trinité est un quartier de Saint-Denis, le chef-lieu de l'île de La Réunion, département d'outre-mer français dans le sud-ouest de l'océan Indien. Situé entre Champ Fleuri au nord, Les Camélias à l'ouest, Montgaillard au sud et la ravine des Patates à Durand à l'est, il accueille notamment une église catholique, une médiathèque appelée Maison de la Communication François-Mitterrand et un espace vert nommé parc de la Trinité.

## Annexe